# بزوولا
بزوولا (به لهستانی:  Bezwola) یک روستا در لهستان است که در گمینا ووخنگ واقع شده‌است. بزوولا ۱٬۶۰۰ نفر جمعیت دارد.